# Eugen Petersen (jurist)
Eugen Petersen, född den 11 april 1840 i Holstebro, död den 18 december 1930, var en dansk jurist.
Petersen blev student 1858 och candidatus juris år 1864. Han var 1864–1871 fullmäktig vid Köpenhamns Søndre Birk och från 1872 vid Nordre Birk, samtidigt 1869 assistent i Justitsministeriet, 1877 konstituerad, 1886 fast vicepolischef i Köpenhamn, 1887–1917 polischef där. Petersen var medlem av den 11 juli 1905 tillsatta kommissionen till revision av strafflagen.